# 夏克提
夏克提（Shakti；天城文：शक्ति，IAST：Śakti，直译：能量、能力、力量、努力、權力、強大的力量），或譯沙克蒂、沙克提、铄乞底、颯刻曇等，被用以指稱多種印度次大陸的文化概念，其一般定義是宇宙創造、維持和毀滅的動態能量。它被認為是女性能量，因為女性生育現象被認為與基於能量的創造相似；缺乏能量，宇宙便不會有活動。它刺激濕婆（以意識為表現形式的被動能量）進行創造。半女神是有關概念的標誌性代表；該神同屬男性和女性，說明宇宙的創造、維持和毀滅都依賴兩種力量。
夏克提也指這種能量的表現形式，即女神。有些女神體現其破壞性面向，如死亡、衰退和疾病，而其他女神則體現其創造力和吉祥力量面向，如自然、元素、音樂、藝術、舞蹈和繁榮。它可能被人格化為溫柔仁慈的雪山神女（濕婆的配偶），或迦梨（毀滅性邪惡的可怕力量），或難近母（征服威脅宇宙穩定力量的戰士）。女神崇拜者常將她們視為全能且至高無上的存在，與男神不相上下。
印度各地有持久的女神傳統，尤其是在西孟加拉邦和南部地區。象徵各方面權力的女神常在鄉村文化中佔據主導地位；當村人為眼前的需要祈禱時，會優先向女神祈禱。
印度教傳統也認為女性是夏克提的承載者。這種對能量的認同承認女性是創造力和破壞力的載體。與許多現代文化一樣，印度教文化很難調和這兩種強大力量的生物強制力量。一些女性主義者和學者批評這種認定，因為這被認為導致社會指定聖人或罪人的標籤於女性，而沒有介於兩者之間的餘地。如此，女性就像仁慈的女神一樣，被認為應表現出寬恕、同情並容忍他人的過錯；如果他們符合這樣的角色設定，父權社會才會接受他們，反之（尤其是表現出獨立性和自信）則被認為破壞社群和家庭社會結構。然而，也有主張認為夏克提的概念可被用以賦予印度婦女抵抗父權的力量。

## 參看
- 沙克提派